# Kisvárda
Kisvárda (en allemand : Kleinwardein ; en yiddish : קליינווארדיין) est une ville au Nord-est de la Hongrie, dans le comitat de Szabolcs-Szatmár-Bereg, à 25 km de la frontière ukrainienne.
En 2005, elle compte 17 500 habitants.

## Histoire
Avant la Seconde Guerre mondiale, il y avait dans la ville une importante communauté juive dont les membres représentaient 25 à 30 % de la population totale. Lors de la guerre ils sont enfermés dans un ghetto puis déportés à Auschwitz en 1944. La majorité y sont assassinés. Une petite communauté est rétablie après-guerre mais est quasiment inexistante aujourd'hui. L' ancienne synagogue, qui reste l'une des structures les plus imposantes de la ville, est maintenant un musée d'histoire locale connue sous le nom de Rétközi Múzeum.

## Personnalités liées à la commune
- Attila Dolhai (1977-), chanteur hongrois né à Kisvárda.
- Péter Baráth (2002-), footballeur hongrois né à Kisvárda.

## Tourisme
- le château

## Jumelages
La ville de Kisvárda est jumelée avec :
- Moukatchevo (Ukraine)
- Strzyżów (Pologne)
- Kráľovský Chlmec (Slovaquie)
- Karmiel (Israël)
- Hildburghausen (Allemagne)
- Târgu Secuiesc (Roumanie)